# Пангасинан
Пангасинан (самоназвание: Totoon Pangasinan, исп. pangasinense) — народ на Филиппинах, близкий пампанганам. Населяет северо-запад и центр острова Лусон (провинция Пангасинан). Численность — 1,45 млн человек (1992). Название «пангасинан» буквально означает «земля соли» или «место изготовления соли», оно происходит от «асин», слова, обозначающего соль в языке этого народа. Большая часть пангасинан занимается сельским хозяйством.
Язык - пангасинанский, филиппинской зоны западноавстронезийской группы австронезийской семьи языков.
Литература на языке пангасинан имеет давнюю традицию и широко известна на Филиппинах. Самым известным произведением является легенда о принцессе Урдуйе.
Фидель Рамос, президент Филиппин с 1992 по 1998 год, происходит из народа пангасиан.